# بخش جنینگز (ون ورت، اوهایو)
بخش جنینگز (به انگلیسی: Jennings Township) یک منطقهٔ مسکونی در ایالات متحده آمریکا است که در شهرستان وان ورت، اوهایو واقع شده‌است.
 بخش جنینگز ۷۲٫۷ کیلومتر مربع مساحت و ۶۹۵ نفر جمعیت دارد و ۲۴۷ متر بالاتر از سطح دریا واقع شده‌است.